# Perriniella faurai
Perriniella faurai es una especie de escarabajo del género Perriniella, familia Leiodidae. Fue descrita por René Gabriel Jeannel en 1910.

## Distribución
Se encuentra en España.